# Cementerio de San Carlos Borromeo (Salamanca)
El cementerio de San Carlos Borromeo es un cementerio de la ciudad española de Salamanca.

## Historia

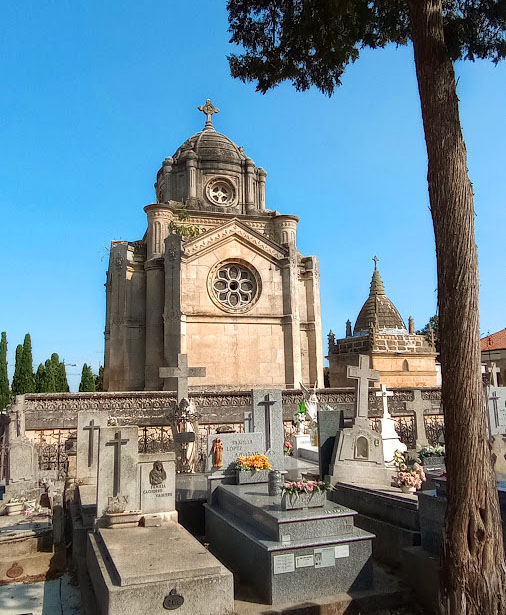
Tumbas con lápidas y panteones

Quedó establecido en la huerta de Villasandin en 1832. Los primeros enterramientos en el lugar tuvieron lugar en mayo de ese mismo año. En la traza del cementerio intervinieron primero Tomás Francisco Cafranga y más adelante, a partir de 1867, el arquitecto José Secall y Asión realizó una mejora de la fachada y una serie de ampliaciones del terreno. A comienzos de la década de 1920 se realizaron nuevas ampliaciones, planteadas en esta ocasión por José Yarnoz.
Entre los panteones destaca, el de Teresa de Zúñiga y Cornejo, conocida en la ciudad como la Corneja, quien fue famosa por mantener un pleito con el Ayuntamiento en defensa de su casa que fue derribada para construir la Rúa Mayor.
En el cementerio se encuentran, entre otras, las tumbas de Miguel de Unamuno, Rafael Farina, Enrique Gil Robles, Manuel Villar y Macías, Antonio Fernández Alba, Venancio Gombau, Fernando Íscar Peyra y Filiberto Villalobos.